# Marcello Gavio
Marcello Gavio detto "Marcellino" (Castelnuovo Scrivia, 11 aprile 1932 – Castelnuovo Scrivia, 16 novembre 2009) è stato un imprenditore italiano.
Titolare negli anni ottanta di numerose imprese di costruzioni (Itinera, Italvie, Codelfa, Marcora), grazie al processo di privatizzazione delle autostrade italiane ne rilevò una buona parte, arrivando a controllare un consorzio di undici concessionarie che lo hanno portato al terzo posto (il primo è Autostrade per l'Italia) nel campo degli operatori autostradali in Italia.

## Biografia
Cominciò la sua attività di imprenditore negli anni sessanta, a Tortona (AL), acquistò macchine e camion per trasportare la ghiaia raccolta nel greto dello Scrivia.
Negli anni novanta Gavio si aggiudicò molti appalti per lavori pubblici, dell'entità complessiva di circa mille miliardi di lire.
Nel 1992 il suo amministratore delegato Bruno Binasco è stato imputato in processi per corruzione (è stato infine condannato insieme a Primo Greganti per finanziamento illecito ai partiti, nell'ambito dei processi di Mani Pulite).
Il 18 agosto 1992 fu spiccato a carico dello stesso Gavio un mandato di cattura, per presunte tangenti a Gianstefano Frigerio, segretario regionale DC, riguardo l'appalto per l'allargamento dell'Autostrada Milano-Genova. Gavio si rifugiò all'estero, a Montecarlo, fino al settembre 1993, fino a quando decise di presentarsi ai giudici di Milano, quando i suoi reati si erano nel frattempo prescritti.
Tramite la holding Argo Finanziaria ha condotto importanti attività finanziarie, rilevando due tra le più importanti imprese di costruzioni italiane, Itinera e la Grassetto Lavori di Salvatore Ligresti, acquistando inoltre il 56,52% della ASTM S.p.A., il 90% della SATAP S.p.A. che gestisce le autostrade Torino-Milano e la Torino-Piacenza, quote azionarie della Autostrada dei Fiori S.p.A. che gestisce le autostrade Torino-Savona e la Savona-Ventimiglia e il 6,25% di Ferrovie Nord.
Dalla Fiat Impresit S.p.A. rilevò la finanziaria Siway, ereditandone il controllo del 50% del capitale sociale di Salt, che ha in gestione il tronco Genova-Livorno dell'A12 e l'Autostrada La Spezia-Parma.
Inoltre possedeva una partecipazione in Consortium, la finanziaria che ha acquisito la maggioranza di Mediobanca. Come azionista di minoranza, Gavio era anche presente nella società Raccordo Autostradale Valle d'Aosta.

### Morte
Marcello Gavio è deceduto il 16 novembre 2009 all'età di 77 anni, stroncato da un infarto nella sua abitazione di Castelnuovo Scrivia. Il figlio Beniamino è subentrato, dopo la scomparsa del padre, assumendo la guida imprenditoriale del gruppo.

## Partecipazioni azionarie
- Tra il 2002 e il 2004 tentò la scalata alla Milano Serravalle-Milano Tangenziali, secondo alcuni[5] grazie all'appoggio del presidente della Provincia di Milano, Ombretta Colli. Il 19 febbraio 2004, il suo uomo di fiducia Bruno Binasco viene nominato consigliere d'amministrazione dell'autostrada pubblica[6].

- Il 29 luglio 2005 ha venduto alla Provincia di Milano il 15% delle azioni della Milano Serravalle - Milano Tangenziali al prezzo complessivo di 238 437 000 euro.[7][8]

- Dal febbraio 2007 al 2010 tramite Argo Finanziaria era parte dell'azionariato di Impregilo, la più grande società di costruzioni e ingegneria italiana (in precedenza controllata da Gemina della famiglia Romiti). L'assetto azionario di IGLI deteneva il 29,960% di Impregilo. IGLI S.p.A. era scomposta in modo pariterico al 33% tra Argo Finanziaria (Gruppo Gavio), Autostrade (famiglia Benetton) e Immobiliare Lombarda (gruppo Ligresti).